# Парламентские выборы в Того (1999)
Всеобщие выборы в Того проходили 21 марта 1999 года. Выборы бойкотировались восемью оппозиционными партиями, которые настаивали на том, что переговоры после спорных президентских выборов в предыдущем 1998 году должны быть завершены до парламентских выборов, но были отвергнуты правящей партией. В результате на выборах баллотировались только три партии: правящее Объединение тоголезского народа вместе с двумя небольшими союзническими партиями: Координация новых сил и Панафриканская экологическая партия. Кроме того, участвовало 12 независимых кандидатов.
В результате Объединение тоголезского народа получило 79 из 81 мест парламента, остальные 2 места получили независимые кандидаты.

## Результаты
| Выбор                                                           | Голоса | % | Места | +/-   |
| --------------------------------------------------------------- | ------ | - | ----- | ----- |
| Объединение тоголезского народа                                 |        |   | 79    | +44   |
| Координация новых сил                                           |        |   | 0     | -1    |
| Панафриканская экологическая партия                             |        |   | 0     | новая |
| Независимые                                                     |        |   | 2     | новая |
| Всего                                                           |        |   | 81    | 0     |
| Источник: IPU Архивная копия от 3 марта 2016 на Wayback Machine |        |   |       |       |